# Llegaré
Llegaré es el álbum debut de la actriz y cantante peruana Stephanie Cayo, salió al mercado el 25 de junio de 2011. El álbum fue producido por el colombiano Jose Gaviria. Los 12 temas fueron compuestos en su totalidad por Stephanie. A tres meses de su lanzamiento logró vender más de 10 mil copias en Perú.
El 29 de mayo de 2012 fue lanzado en iTunes, logrando en los primeros días estar en el top 5, superado solo por el álbum Juanes MTV Unplugged (CD/DVD); así Stephanie dio a conocer a Colombia y al mundo su faceta como cantante.
En Colombia se lanzará una edición especial de Llegaré, con 5 temas en Live sessions (DVD), bajo la dirección general de Juancho Cardona y la dirección fotográfica de Diego Cadavid. Además cuenta con la participación especial de Fernando "Toby" Tobon. El estreno fue el 11 de septiembre de 2012. Es una producción de BABEL discos y FM ENTRETENIMIENTO.

## Canciones
- 1. Llegaré
- 2. El alquimista
- 3. Yo te quiero tanto
- 4. Dejarte ir
- 5. Será
- 6. Ya se fue
- 7. No más de eso
- 8. Quien te dijo
- 9. Tú
- 10. Es tiempo
- 11. Renuncio a ti
- 12. 23

## Live Sessions
- 1. Llegaré Live
- 2. Dejarte ir Live
- 3. El alquimista Live
- 4. Ya se fue Live
- 5. Renuncio a ti Live

- Datos: Q5977796